# Onze-Lieve-Vrouw-van-Goede-Raadkapel (Kronenberg)

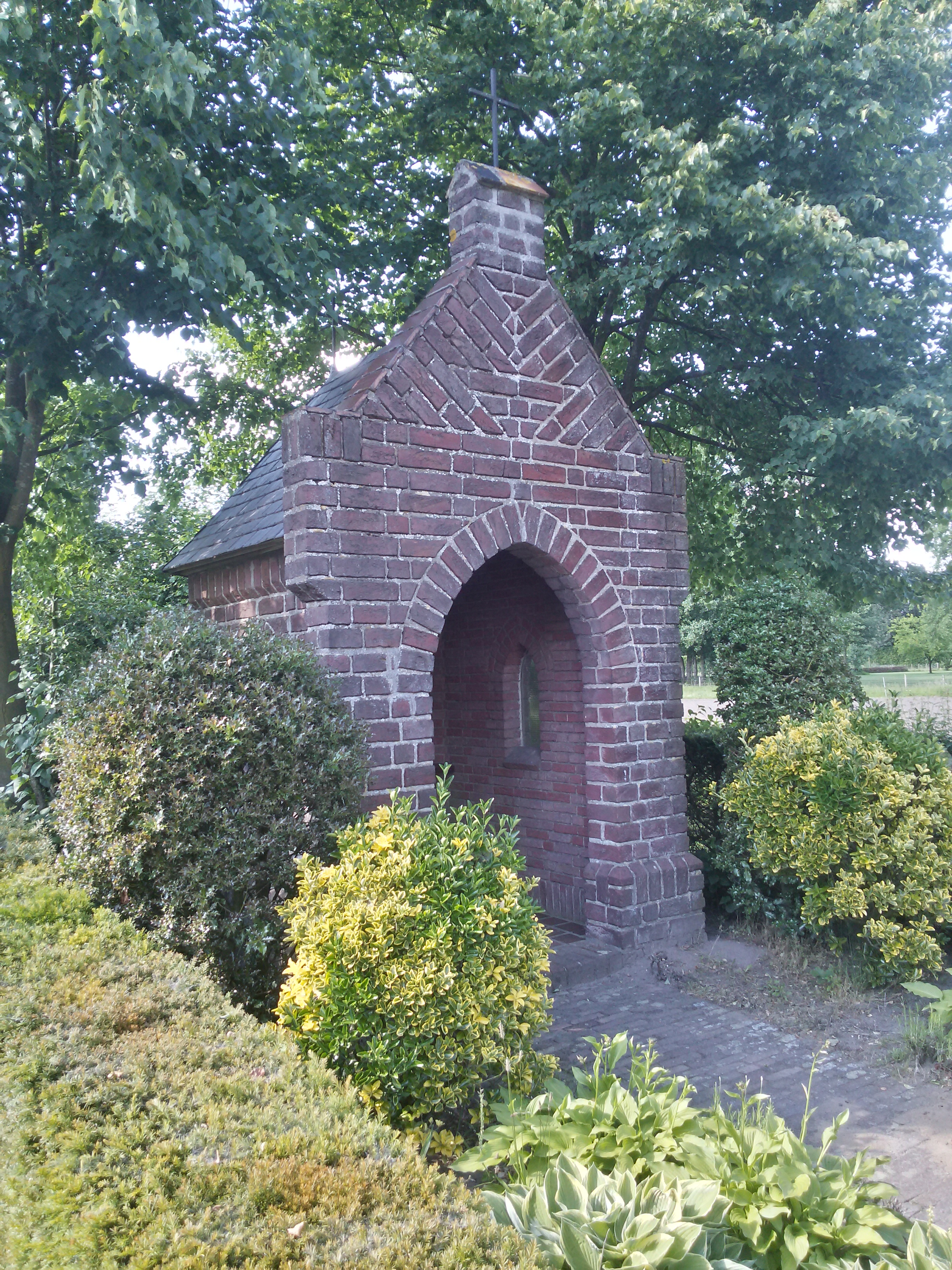
De Onze-Lieve-Vrouw-van-Goede-Raadkapel

De Onze-Lieve-Vrouw-van-Goede-Raadkapel is een kapel in Kronenberg in de Nederlands Noord-Limburgse gemeente Horst aan de Maas. De kapel staat ten zuidwesten van het dorp aan de Meerweg alwaar de Kronenbergweg hierop uitkomt. Verderop aan de Meerweg staat de Sint-Antoniuskapel in het bos.
De kapel is gewijd aan Maria, specifiek aan Onze-Lieve-Vrouw van Goede Raad.

## Geschiedenis
In 1932 werd de kapel gebouwd.

## Bouwwerk
De bakstenen kapel heeft een driezijdige koorsluiting en wordt gedekt door een zadeldak met leien. In de beide zijgevels is een spitsboogvenster aangebracht. Op de nok van het dak is een metalen kruis geplaatst en eenzelfde kruis is op de top van de frontgevel aangebracht. De frontgevel is een tuitgevel met vlechtingen, schouderstukken en een verbrede aanzet. In de frontgevel bevindt zich de spitsboogvormige toegang.
Van binnen is de kapel uitgevoerd in baksteen en is er een Mariabeeldje geplaatst.